# Valgeir Sigurðsson
Valgeir Sigurðsson är en isländsk musikproducent, ljudtekniker, kompositör och musiker. Han har bland annat samarbetat med Björk, Will Oldham och CocoRosie. Han har även släppt tre studioalbum och driver ett eget skivbolag.

## Diskografi

### Studioalbum
- 2007 – Ekvílibríum
- 2010 – Draumalandið
- 2012 – Architecture of Loss